# Sangiin-Wahl 2019
- KPJ: 13
- SDP: 2
- KDP: 32
- Reiwa shinsengumi: 2
- DVP: 21
- Ishin: 16
- NHK kara kokumin o mamoru tō: 1
- Unabhängige: 17
- Kōmeitō: 28
- LDP: 113

Die Sangiin-Wahl 2019, formal die 25. ordentliche Wahl von Mitgliedern des Sangiin (japanisch 第25回参議院議員通常選挙 dai-nijūgo-kai Sangiin giin tsūjō senkyo), zur Wahl der zuletzt 2013 gewählten Hälfte des Sangiin („Rätehaus“), dem Oberhaus der japanischen Kokkai („Nationalversammlung“), fand am 21. Juli 2019 statt. Der gesetzliche Wahlkampfbeginn erfolgte damit am 4. Juli. Am gleichen Tag fand die Gouverneurswahl in Gunma statt.

## Wahlrechts- und Wahlkreisänderungen
2018 wurde eine Änderung der Wahlkreise und des Vorzugswahlsystems beschlossen. Zur Wahl stehen fortan bei einer Wahl 124 Sitze, die Gesamtgröße des Sangiin wird somit ab der Wahl 2022 248 betragen. Bei der Mehrheitswahl gewann die Präfektur Saitama einen Sitz und wurde Vier- statt wie bisher Dreimandatswahlkreis; die Größe des Mehrheitswahlsegments stieg von 73 auf 74 Sitze. Der Verhältniswahlwahlkreis wurde von 48 auf 50 Sitze vergrößert. Außerdem wurde dort das Vorzugsstimmensystem abgeschwächt: Bisher folgte die Reihenfolge aller Verhältniswahlkandidaten strikt den Vorzugsstimmen (most open list). Ab 2019 können Parteien aber in einem sogenannten tokutei-waku (特定枠, etwa „Spezialrahmen“) geschützte Kandidaten an die Spitze ihrer Liste stellen; Stimmen für solche Kandidaten zählen nur als Parteistimmen, sie kommen automatisch immer zuerst bei der Verteilung der Verhältniswahlsitze. Die Opposition kritisierte die Reform, vor allem weil das Sangiin zum ersten Mal seit dem 20. Jahrhundert vergrößert statt verkleinert wurde. Zusätzlich wurden die 2015 beschlossenen Mandatsumverteilungen in der nun zur Wahl stehenden Hälfte erstmals wirksam, darunter die neuen kombinierten Wahlkreise aus jeweils zwei Präfekturen.
2019 haben unter dem neuen tokutei-waku-System bei der Verhältniswahl drei Parteien/politische Gruppierungen insgesamt fünf Kandidaten von Wählerpräferenzen ausgenommen: die Liberaldemokratische Partei und die Reiwa Shinsengumi je zwei und die Rōdō no kaihō o mezasu rodōshatō (etwa „Arbeiterpartei zur Befreiung der Arbeit“) einen. Die meisten Parteien nutzten somit weiterhin vollständig offene Listen für die Verhältniswahl.

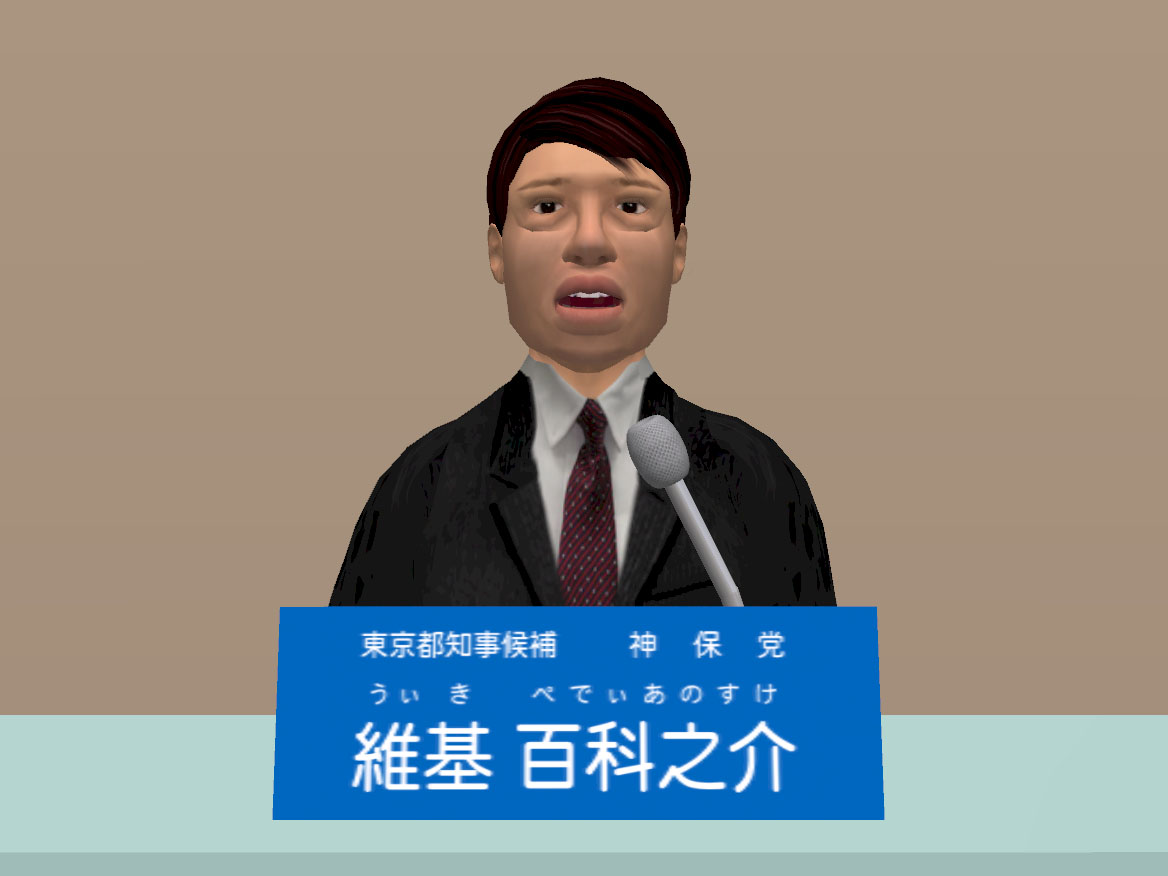
Traditionelles Format einer seiken hōsō

Außerdem wurden die Vorschriften für die Fernsehwahlwerbung (政見放送, seiken hōsō, wörtlich „Ausstrahlung politischer Ansichten“) bei der Sangiin-Mehrheitswahl gelockert, so dass Kandidaten dafür auch vorproduzierte Videos anstelle der bisherigen Studioaufnahmen verwenden dürfen.

## Ausgangslage
- Mitte-links-Opposition (KDP, DVP, KPJ, SDP, Okinawa no Kaze, Vizepräsident), Abgeordnete bis 2022: 42
- Zur Wahl stehende Mitte-links-Opposition: 30
- Sonst. Opposition (Ishin, Kibō, Mushozoku Club, Unabh.), bis 2022: 8
- Sonst. Opposition, zur Wahl: 10
- Regierung (LDP, Kōmeitō, Präsident), zur Wahl: 77
- Regierung, bis 2022: 71

Die seit 2012 amtierende Regierungskoalition aus Liberaldemokratischer Partei (LDP) und Kōmeitō hält seit 2013 eine Mehrheit im Sangiin. In der 2013 gewählten, zur Wiederwahl anstehenden Hälfte hielt sie 77 von 117 Sitzen (Stand: 29. Juni 2019). Um insgesamt ihre Mehrheit auszubauen, hätte sie also das sehr gute Wahlergebnis von 2013 (damals vor Parteiübertritten 76 von 121 Sitzen) noch klar übertreffen müssen. In der nicht zur Wahl stehenden Hälfte ist sie mit 71 von 121 Sitzen etwas schwächer aufgestellt. Kurz nach der Wahl 2016 gewann die LDP durch einen Beitritt erstmals seit 1989 eine alleinige absolute Mehrheit, aber die Koalition regiert bisher unverändert weiter. Die LDP widmete 16 Einmandatswahlkreisen als „battlegrounds“ (激戦区 gekisen-ku) besondere Aufmerksamkeit und Wahlkampfmittel. Als Wahlziel gab Premierminister Shinzō Abe die Verteidigung der LDP-Kōmeitō-Regierungsmehrheit aus. Eine „Doppelwahl“ mit gleichzeitigen Wahlen zum Abgeordnetenhaus, über die Medien und manche Politiker lange spekuliert haben, schloss er aus. LDP-Generalsekretär Toshihiro Nikai erklärte eine Koalitionsmehrheit unter den zur Wahl stehenden Sitzen zum Ziel.
Die beiden Hauptnachfolgeparteien der Demokratischen Partei, Konstitutionell-Demokratische Partei (KDP) und Demokratische Volkspartei (DVP), haben sich nicht wiedervereinigt. Die winzige Sozialdemokratische Partei (SDP) bildet seit Anfang 2019 eine Fraktionsgemeinschaft mit der KDP. Die Liberale Partei (LP) ist im April 2019 der DVP beigetreten. Die bei der Wahl 2016 geschlossene, umstrittene Wahlkooperation mit der Kommunistischen Partei Japans (KPJ) wurde 2019 fortgesetzt: Fünf Gruppen der Mitte-Links-Opposition (KDP, DVP, KPJ, SDP und die Abgeordnetenhausfraktion Shakaihoshō o tatenaosu kokumin kaigi aus Ex-Demokraten) nominierten bei der Mehrheitswahl in allen 32 Einmandatswahlkreisen gemeinsam, hauptsächlich parteilose oder demokratische Kandidaten, in drei Wahlkreisen Kandidaten der KPJ (2016 war es nur einer).
Die wirtschaftsliberal-rechtspopulistische „3. Säule“ ist durch die Parteiumbildungen der letzten Jahre stark geschrumpft, sofern man nicht zurück übergetretene Teile der Demokratischen Parteien weiterhin dazuzählt. Nur die Nippon Ishin no Kai ist in Osaka und manchen anderen Präfekturen vor allem in der Region Kinki weiterhin stark. Sie konnte bei den Doppelwahlen in Osaka im April 2019 Gouverneursposten, Parlamentsmehrheit und das Bürgermeisteramt der Stadt Osaka souverän verteidigen und kann nun ihr Ziel eines zweiten Referendums zur Umwandlung der Stadt Osaka in „Sonderbezirke“ von Osaka verfolgen. Sie bildet im Sangiin eine Fraktionsgemeinschaft mit der Kibō no Tō („Partei der Hoffnung“), die nach der Vereinigung des Hauptteils der Partei mit der Demokratischen Fortschrittspartei nur noch aus wenigen Abgeordneten besteht.
Insgesamt bewarben sich 2019 370 Kandidaten: 215 für die 74 Mehrheitswahlsitze und 13 Listen mit insgesamt 155 Kandidaten für die 50 Verhältniswahlsitze. Von den sieben Parteien mit rechtlichem Parteienstatus stellten: die LDP 82 Kandidaten (49+33), die Kōmeitō 24 (7+17), die KDP 42 (20+22), die KPJ 40 (14+26), die DVP 28 (14+14), die Ishin no Kai 22 (8+14) und die SDP 7 (3+4). Insgesamt 31 Kandidaten waren ohne formale Parteinominierung, davon manche der von den Oppositionsparteien gemeinsam unterstützten Kandidaten. Dazu kamen 94 Kandidaten (69+25) von sonstigen Parteien/politischen Gruppierungen, darunter in beiden Wahlsegmenten Kandidaten der Reiwa Shinsengumi von Tarō Yamamoto, keiner von der Kibō no Tō. Insgesamt 104 Frauen kandidierten (28 % aller Kandidaten), mehr als je zuvor. Die Mehrheit trat für die Opposition an: Bei den Kandidaten der Kōmeitō betrug der Frauenanteil 2019 nur 8 %, bei der LDP 15 %, bei der Ishin no Kai 32 %, bei der DVP 36 %, bei der KDP 45 %, bei der KPJ 55 %, bei der SDP 71 % und unter den Mitte-links-Einheitsfrontkandidaten ohne Parteinominierung 61 %.

## Wahlkampf

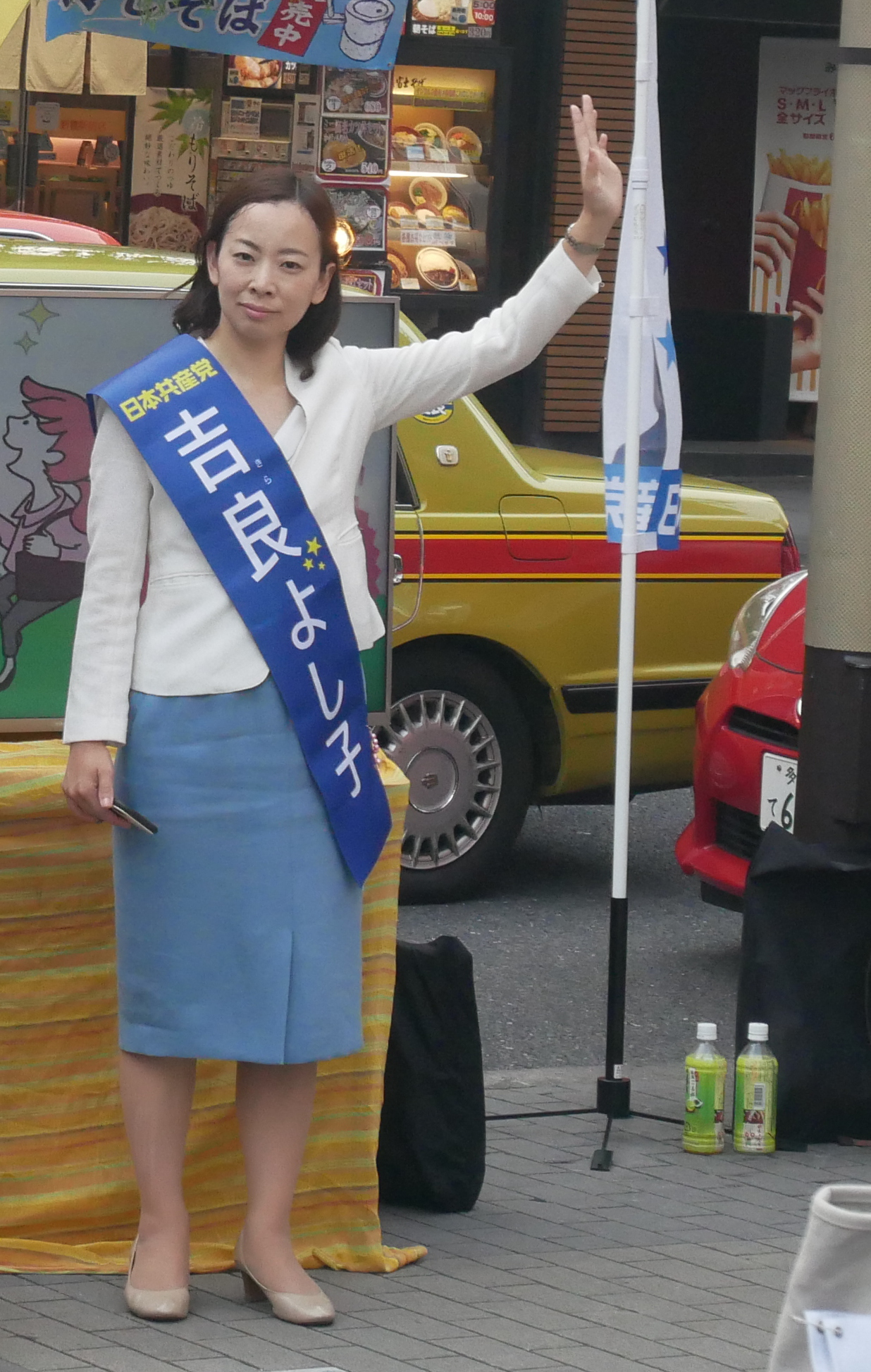
Yoshiko Kira (KPJ, Tokio) wurde mit 12,3 %/Platz 3 für eine zweite Amtszeit wiedergewählt,[23] hier am 20. Juni vor offiziellem Wahlkampfbeginn in Shimbashi, Minato
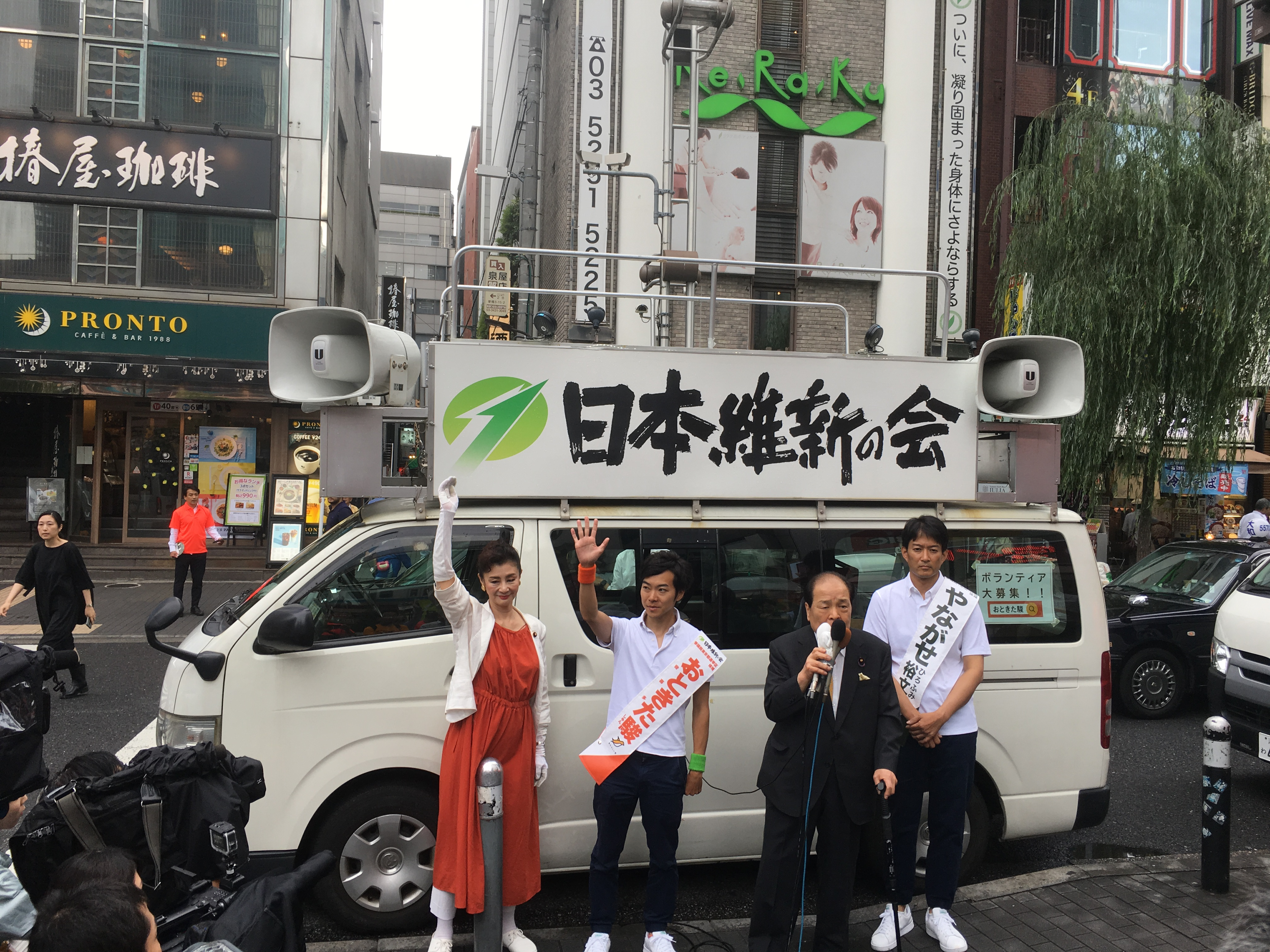
Ishin mit Mitsuko Ishii (1. von links) und Toranosuke Katayama (2. von rechts) für Shun Otokita (2. von links, Tokio, mit 9,2 %/Platz 5 gewählt)[23] und Hirofumi Yanagase (1. von rechts, Vw., mit 53.086 Stimmen/Platz 5 gewählt)[24] am 4. Juli in Shimbashi
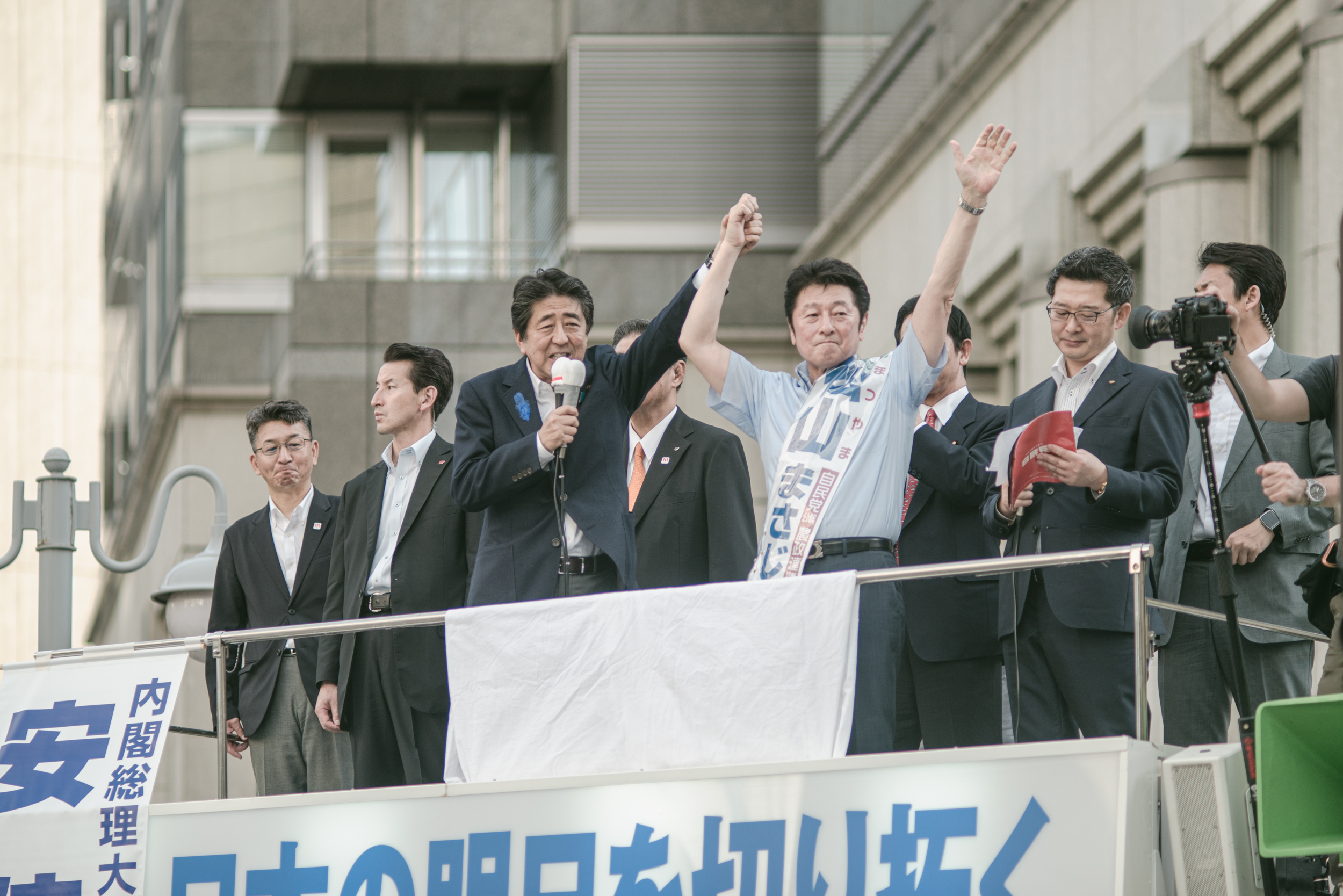
LDP mit Shinzō Abe (3. von links) und Kōzō Yamamoto (3. von rechts) für Masaji Matsuyama (4. von rechts, Fukuoka, mit 33,2 %/Platz 1 gewählt)[25] am 11. Juli in Fukuoka
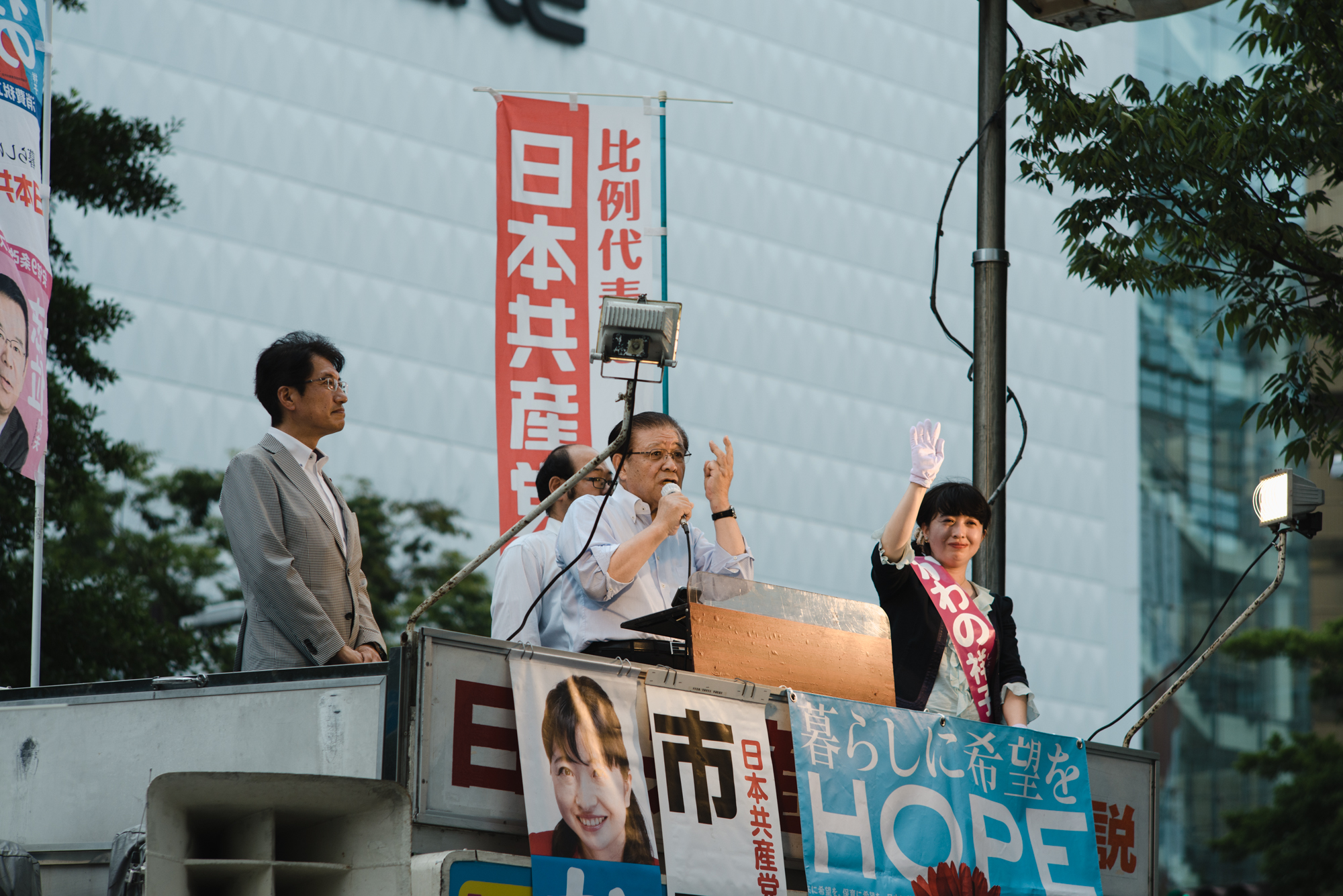
KPJ mit Tadayoshi Ichida (2. von rechts) und Takaaki Tamura (1. von links) für Shōko Kawano (1. von rechts, Fukuoka, mit 9,8 %/Platz 4 unterlegen)[25] am 11. Juli in Fukuoka
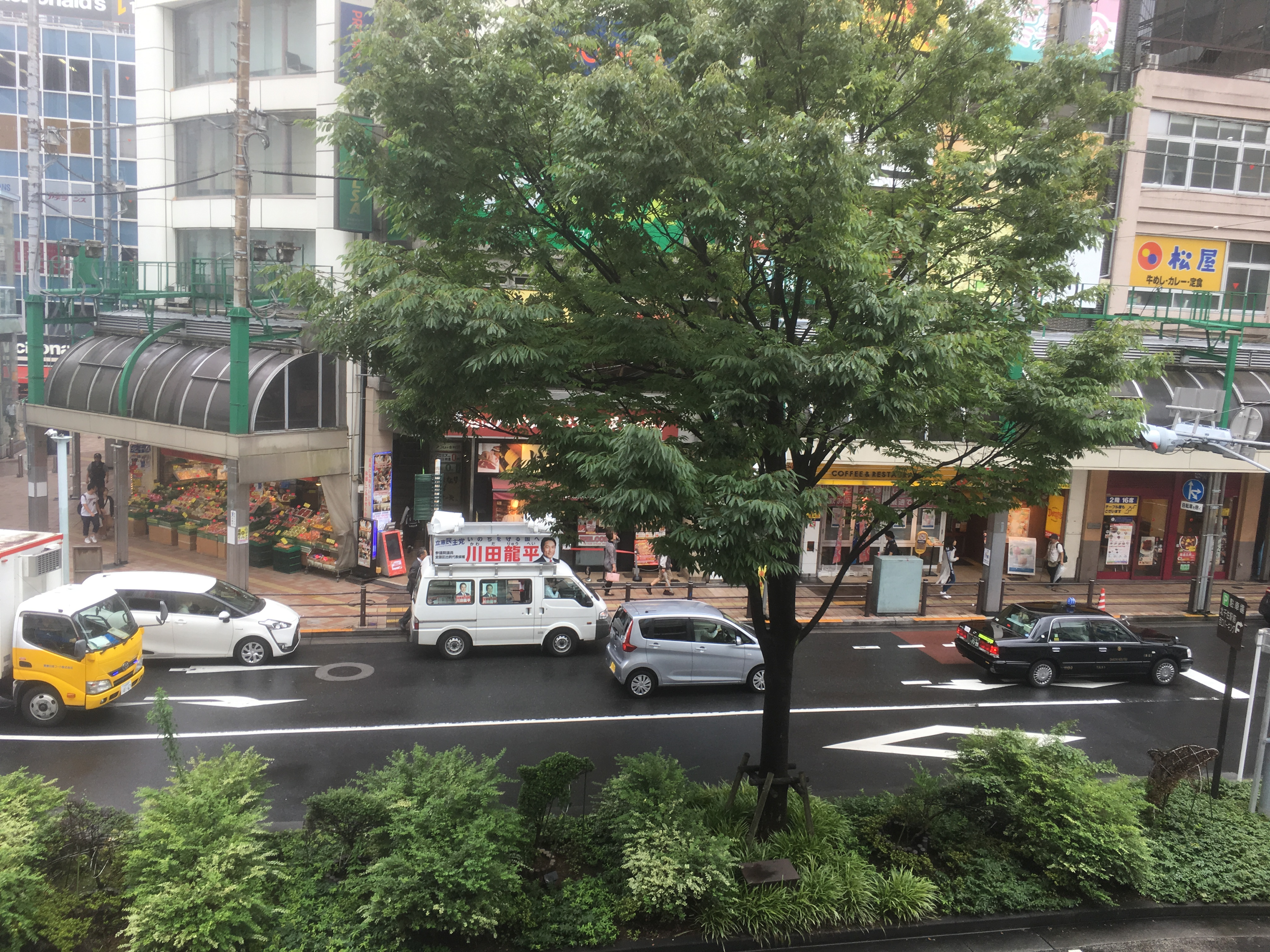
Gaisensha-Lautsprecherwagen der KDP für Ryūhei Kawada (Vw., mit 94.702 Stimmen/Platz 6 gewählt)[26] am 12. Juli in Adachi, Tokio

### Themen
Die antretenden Parteien stellten Ende Juni nach und nach ihre Wahlprogramme vor. Zentrale Themen des Wahlkampfs waren die für Oktober geplante Mehrwertsteuererhöhung von 8 % auf 10 %, die in dieser Form von allen Oppositionsparteien abgelehnt wurde, sowie das sogenannte „Renten-Problem“ (年金問題, nenkin mondai): Anfang Juni hatte die Finanzaufsichtsbehörde (金融庁, kinyūchō; eng. „Financial Services Agency“) in einem Bericht gewarnt, dass das durchschnittliche pensionierte Ehepaar für sichere Lebensumstände bis zum Alter von 95 Jahren zusätzlich zur staatlich geförderten Altersvorsorge etwa 20 Millionen ¥ (etwa 164.000 €, Kurs von Juli 2019) ansparen müsse. Premierminister Shinzō Abe bemängelte den Bericht als „falsch“ und Finanzminister Tarō Asō lehnte die Annahme des Berichts ab. Die Regierung versicherte, dass die geplanten Renten im Rahmen der 2004 unter Premierminister Jun’ichirō Koizumi eingeführten „makroökonomischen Rutschbahn“ (マクロ経済スライド, makuro keizai suraido) ausreichen würden. Bei diesem System handelt es sich um Rentenauszahlungen, die stets an die makroökonomischen Verhältnisse angepasst werden sollen. Aufgrund der demografischen Entwicklung bedeutet dies faktisch eine kontinuierliche Verkleinerung der Auszahlungen. Die Opposition warf der Regierung aufgrund des Berichts nun vor, die Bevölkerung bezüglich der angeblich sicheren Renten belogen zu haben und durch das Ignorieren des Berichts dem Problem nicht gerecht zu werden. Die KDP plante diesbezüglich die ein „allgemeines Kombinationssystem“ (総合合算制度, sōgō gassan seido), das für alle Haushalte entsprechend deren Einkommen eine Obergrenze für deren Ausgaben für medizinische- und Pflegekosten beinhalten solle. Darüber hinaus forderte sie die Einführung einer Grundrente, stellte in ihrem Wahlprogramm jedoch keine Finanzierungspläne dar. Die DVP sah unter anderem eine Zusatzleistung von monatlich mindestens 5000 ¥ (etwa 41 €, Kurs von Juli 2019) für Haushalte mit einem Renteneinkommen nahe der Armutsgrenze sowie die Errichtung einer „Staatseinnahmensbehörde“ (歳入庁, sainyūchō) vor, die die Versicherungsbeiträge und Steuereinnahmen übersichtlicher verwalten solle. Die KPJ forderte die Abschaffung der „makroökonomischen Rutschbahn“ und ebenfalls eine Zusatzleistung von 5000 ¥. Darüber hinaus garantierte sie „stabile Renten“, die nicht zurückgehen sollten. Finanziert werden sollten sie durch höhere Rentenbeiträge durch Haushalte mit besonders hohen Einkommen, die etwa 1 Billion ¥ (etwa 8,2 Milliarden €) an zusätzlichen Beiträgen erbringen sollten, vollwertige Auszahlungen von Pensionsrückstellungen und durch die Verbesserung der Arbeitsumstände (Einführung eines nationalen Mindestlohns, Erhöhung der Löhne und kürzere Arbeitszeiten), wodurch die Zahl der Festangestellten und damit die Rentenbeiträge steigen sollten. Die Nippon Ishin no Kai setzte hingegen auf private Altersvorsorge und eine schrittweise Anhebung des Renteneintrittsalters. Die SDP forderte wie die KPJ die Abschaffung der „makroökonomischen Rutschbahn“ und plante die Einführung einer Grundrente.
Ein weiterer Schwerpunkt war die von Premierminister Abe geplante Verfassungsänderung, insbesondere von Artikel 9. Die Regierungskoalition verfügte im Shūgiin, dem Unterhaus, sowie im Sangiin zusammen mit der Nippon Ishin no Kai bereits über eine für die Verfassungsänderung nötige Zweidrittelmehrheit, die jedoch anschließend mit einer einfachen Mehrheit vom Volk bestätigt werden müsste. Abe erklärte, bei dieser Wahl gehe es um die Frage, ob man eine Partei wählen wolle, die sich Verfassungsänderungen vollständig widersetze oder eine, die anständig darüber diskutiere. Dabei bezog er sich auf die Blockierung des „Verfassungsprüfungsausschusses“ (憲法審査会, kenpō shinsa kai) durch die Oppositionsparteien (ausgenommen Ishin), die eine Verfassungsänderung unter Abe ablehnen.

### Umfragen
Laut Sitzzahlprognosen von Medien, die auf Umfragen zum Wahlkampfauftakt basieren und die Wahlkreiseinteilung berücksichtigen, war die Regierungskoalition auf Kurs, eine klare Mehrheit in der zur Wahl stehenden Hälfte zu verteidigen. Die Zweidrittelmehrheit aus Befürwortern einer Verfassungsänderung (Regierung+Ishin+regierungsnahe Unabhängige) insgesamt galt aber als unsicher.

## Wahlbeteiligung und Ergebnis
- KPJ: 14
- SDP: 2
- KDP: 24
- Reiwa shinsengumi: 1
- DVP: 23
- Ishin: 13
- Parteilose, Shadaitō, Kibō: 13
- Kōmeitō: 25
- LDP: 122

Bis einschließlich Freitag (19. Juli) vor dem eigentlichen Wahlsonntag haben 14,17 Mill. Wähler oder 13,3 % der Wahlberechtigten ihre Stimmen abgegeben, etwa 7 % mehr als zur gleichen Zeit bei der vorzeitigen Abstimmung bei der Wahl 2016, als die Abstimmung einen Tag länger war. Insgesamt sank die Wahlbeteiligung auf 48,8 %, niedriger lag sie nur 1995.
Die Regierungsparteien gewannen zusammen 71 Sitze und somit in der künftigen Gesamtzusammensetzung mit 141 Sitzen weiter eine klare Mehrheit. Nach NHK-Zählung halten die Befürworter einer Verfassungsänderung in der neuen Kammer 160 Sitze und haben die Zweidrittelmehrheit (164) verfehlt.
Die SDP konnte ihren Status als politische Partei im rechtlichen Sinne sichern, Reiwa Shinsengumi und NHK kara kokumin o mamoru tō haben ihn durch Stimmenanteile >2 % in einem der beiden Wahlsegmente gewonnen.
| Partei                                            | Partei | Sitze vor der Wahl (4. Juli 2019)                 | Sitze vor der Wahl (4. Juli 2019)                 | Sitze vor der Wahl (4. Juli 2019)                 | Mehrheitswahl  | Mehrheitswahl | Mehrheitswahl | Verhältniswahl | Verhältniswahl | Verhältniswahl | 2019 gewählt | Sitze nach der Wahl |
| Partei                                            | Partei | gesamt                                            | bis 2022                                          | zur Wahl                                          | Stimmen        | Anteil        | Sitze         | Stimmen        | Anteil         | Sitze          | 2019 gewählt | Sitze nach der Wahl |
| ------------------------------------------------- | --- | ------------------------------------------------- | ------------------------------------------------- | ------------------------------------------------- | -------------- | ------------- | ------------- | -------------- | -------------- | -------------- | ------------ | ------------------- |
|                                                   | Liberaldemokratische Partei (LDP) (Jiyūminshutō) | 122                                               | 56                                                | 66                                                | 20.030.330,963 | 39,77 %       | 38            | 17.712.373,119 | 35,37 %        | 19             | 57           | 113                 |
|                                                   | Konstitutionell-Demokratische Partei (KDP) (Rikken Minshutō) | 24                                                | 15                                                | 9                                                 | 7.951.430,000  | 15,79 %       | 9             | 7.917.720,945  | 15,81 %        | 8              | 17           | 32                  |
|                                                   | Kōmeitō (~„Gerechtigkeitspartei“) | 25                                                | 14                                                | 11                                                | 3.913.359,000  | 7,77 %        | 7             | 6.536.336,451  | 13,05 %        | 7              | 14           | 28                  |
|                                                   | Demokratische Volkspartei (DVP) (Kokumin Minshutō) | 23                                                | 15                                                | 8                                                 | 3,256,859,000  | 6,47 %        | 3             | 3.481.078,400  | 6,95 %         | 3              | 6            | 21                  |
|                                                   | Nippon Ishin no Kai (Ishin) (~„Vereinigung der Reformation/Restoration Japan“)                                                                                                | 13                                                | 6                                                 | 7                                                 | 3.664.530,000  | 7,28 %        | 5             | 4.907.844,388  | 9,80 %         | 5              | 10           | 16                  |
|                                                   | Kommunistische Partei Japans (KPJ) (Nihon Kyōsantō) | 14                                                | 6                                                 | 8                                                 | 3.710.768,000  | 7,37 %        | 3             | 4.483.411,183  | 8,95 %         | 4              | 7            | 13                  |
|                                                   | Reiwa Shinsengumi (ReiShin) („Reiwa-Shinsengumi“) | 1                                                 | 0                                                 | 1                                                 | 214.438,000    | 0,43 %        | 0             | 2.280.252,750  | 4,55 %         | 2              | 2            | 2                   |
|                                                   | Sozialdemokratische Partei (SDP) (Shakaiminshutō) | 2                                                 | 1                                                 | 1                                                 | 191.820,000    | 0,38 %        | 0             | 1.046.011,520  | 2,09 %         | 1              | 1            | 2                   |
|                                                   | NHK kara kokumin o mamoru tō (NKoku) (~„Partei zum Schutz der Bürger vor der NHK“)                                                                                            | 0                                                 | 0                                                 | 0                                                 | 1.521.344,000  | 3,02 %        | 0             | 987.885,326    | 1,97 %         | 1              | 1            | 1                   |
|                                                   | Kibō no Tō (~„Partei der Hoffnung“) | 1                                                 | 0                                                 | 1                                                 | –              | –             | –             | –              | –              | –              | –            | 0                   |
|                                                   | Okinawa Shakai Taishūtō (Shadai) (~„Sozialistische Massenpartei Okinawa“) | 1                                                 | 0                                                 | 1                                                 | –              | –             | –             | –              | –              | –              | –            | 0                   |
|                                                   | Anrakushi seido o kangaeru kai (Anshi) (~„Vereinigung zum Überdenken eines Euthanasie-Systems“)                                                                               | 0                                                 | 0                                                 | 0                                                 | 215.181,000    | 0,43 %        | 0             | 269.052,000    | 0,54 %         | 0              | 0            | 0                   |
|                                                   | Kōfuku-jitsugen-tō (Kōfuku) (~„Glücksrealisierungspartei“) | 0                                                 | 0                                                 | 0                                                 | 187.491,000    | 0,37 %        | 0             | 202.278,772    | 0,40 %         | 0              | 0            | 0                   |
|                                                   | Olive no ki (Olive) (~„Olivenbaum“/„l’Ulivo“) | 0                                                 | 0                                                 | 0                                                 | 91.675,000     | 0,18 %        | 0             | 167.897,997    | 0,34 %         | 0              | 0            | 0                   |
|                                                   | Rōdō no kaihō o mezasu rōdōshatō (Rōdō) (~„Arbeiterpartei zur Befreiung der Arbeit“)                                                                                          | 0                                                 | 0                                                 | 0                                                 | 75.317,841     | 0,15 %        | 0             | 80.055,927     | 0,16 %         | 0              | 0            | 0                   |
|                                                   | Nihon/Nippon mutōha-tō (Mutōha) (~„Partei der Parteilosen Japans“) | 0                                                 | 0                                                 | 0                                                 | 3.586,029      | 0,01 %        | 0             | –              | –              | –              | 0            | 0                   |
|                                                   | Unabhängige [=ohne Parteinominierung, nicht immer partei- o. fraktionslos] inkl. manche gemeinsame Mitte-links-Kandidaten & parteilose Mitglieder parteigebundener Fraktionen | 11                                                | 8                                                 | 3                                                 | 5.335.641,135  | 10,59 %       | 9             | –              | –              | –              | 9            | 17                  |
| Summe (Sitze/gültige Stimmen)                     | Summe (Sitze/gültige Stimmen) | 237 (5 Vak.)                                      | 121                                               | 116 (5 Vak.)                                      | 50.363.770,968 | 100,00 %      | 74            | 50.072.189,773 | 100,00 %       | 50             | 124          | 245                 |
| Wahlbeteiligung: von 105.886.064 Wahlberechtigten | Wahlbeteiligung: von 105.886.064 Wahlberechtigten | Wahlbeteiligung: von 105.886.064 Wahlberechtigten | Wahlbeteiligung: von 105.886.064 Wahlberechtigten | Wahlbeteiligung: von 105.886.064 Wahlberechtigten | 51.671.922     | 48,80 %       |               | 51.666.697     | 48,79 %        |                |              |                     |

Zur Erklärung der Nachkommastellen, siehe Wahlen in Japan#Stimmabgabe.

### Einzelwahlergebnisse
Legende: Alle Wahlsieger fett, Parteien im Format (nominierende – formal unterstützende/wahlempfehlende Parteien), Änderungen der Wahlkreismagnitude in Klammern (im Vergleich zur letzten Wahl dieser Klasse 2013)
Farblich hervorgehoben sind die Einmandatswahlkreise, in denen SNTV=FPTP: Weil durch geringe Stimmverschiebungen 100 % der Sitze (1 von 1) die Seite wechseln können, oft wahlentscheidend:

Verhältniswahlergebnisse nur für Sieger, beste Verlierer und abgewählte Abgeordnete, Nachkommastellen abgerundet.
| Wahlkreis        | Mandatszahl   | Bisherige Abgeordnete (Stand: 4. Juli 2019)                                                                                 | Ergebnis | GuV                                                            |
| ---------------- | ------------- | --- | --- | -------------------------------------------------------------- |
| Hokkaidō         | 3 (+1)        | Chūichi Date (LDP) Katsuya Ogawa (parteilos/KDP-Fraktion)                                                                   | Harumi Takahashi (LDP – Kōmeitō) 34,4 % Kenji Katsube (KDP) 21,7 % Tsuyohito Iwamoto (LDP – Kōmeitō) 18,8 % Kazuya Hatayama (KPJ) 11,0 % Nami Haraya (DVP) 9,4 % Takahira Yamamoto (NKoku) 2,6 % Osamu Nakamura (Anshi) 1,0 % Yoshinori Moriyama (Kōfuku) 0,6 % Seiji Iwase (Rōdō) 0,4 % | LDP +1                                                         |
| Aomori           | 1             | Motome Takisawa (LDP) | Motome Takisawa (LDP – Kōmeitō) 51,5 % Satoru Odagiri (KDP – SDP) 44,5 % Hinako Koyama (NKoku) 4,1 % |                                                                |
| Iwate            | 1             | Tatsuo Hirano (LDP) | Takanori Yokosawa (Unabh. – KDP, DVP, KPJ, SDP) 49,0 % Tatsuo Hirano (LDP – Kōmeitō) 46,3 % Shūichi Kajitani (NKoku) 4,7 % | Unabh. (Opposition) +1 LDP −1                                  |
| Miyagi           | 1 (−1)        | Jirō Aichi (LDP) Masamune Wada (LDP)                                                                                        | Noriko Ishigaki (KDP – DVP, SDP) 48,6 % Jirō Aichi (LDP – Kōmeitō) 47,7 % Noriaki Miyake (NKoku) 3,7 % | KDP +1 LDP −2                                                  |
| Akita            | 1             | Matsuji Nakaizumi (LDP) | Shizuka Terata (Unabh.) 50,5 % Matsuji Nakaizumi (LDP – Kōmeitō) 46,1 % Ryūji Ishioka (NKoku) 3,5 % | Unabh. (Opp.) +1 LDP −1                                        |
| Yamagata         | 1             | Mizuho Ōnuma (LDP) | Michiya Haga (Unabh. – KDP, DVP, KPJ, SDP) 50,2 % Mizuho Ōnuma (LDP – Kōmeitō) 47,3 % Takeshi Onozawa (NKoku) 2,5 % | Unabh. (Opp.) +1 LDP −1                                        |
| Fukushima        | 1             | Masako Mori (LDP) | Masako Mori (LDP – Kōmeitō) 54,1 % Sachiko Mizuno (Unabh. – KDP, DVP, SDP) 41,9 % Masahito Tayama (NKoku) 4,0 % |                                                                |
| Ibaraki          | 2             | Ryōsuke Kōzuki (LDP) Yukihisa Fujita (KDP)                                                                                  | Ryōsuke Kōzuki (LDP – Kōmeitō) 47,9 % Takumi Onuma (KDP – SDP) 22,4 % Kumiko Ōuchi (KPJ) 12,2 % Tōru Umino (Ishin) 11,9 % Ken Tanaka (NKoku) 5,6 % |                                                                |
| Tochigi          | 1             | Katsunori Takahashi (LDP)                                                                                                   | Katsunori Takahashi (LDP – Kōmeitō) 53,5 % Chiho Katō (KDP – DVP, SDP) 41,0 % Toshimitsu Machida (NKoku) 5,5 % |                                                                |
| Gunma            | 1             | vakant (zuletzt Ichita Yamamoto, LDP)                                                                                       | Masato Shimizu (LDP – Kōmeitō) 53,9 % Atsuko Saitō (KDP – DVP, SDP) 38,6 % Mikako Maeda (NKoku) 7,4 % | LDP +1                                                         |
| Saitama          | 4 (+1)        | Toshiharu Furukawa (LDP) Katsuo Yakura (Kōmeitō) Kuniko Kōda (parteilos/Ishin-Kibō-Fraktion)                                | Toshiharu Furukawa (LDP) 28,2 % Hiroto Kumagai (KDP) 19,3 % Katsuo Yakura (Kōmeitō) 19,1 % Gaku Itō (KPJ) 12,9 % Chie Shishido (DVP) 8,8 % Ryō Sawada (Ishin) 7,3 % Erii Satō (NKoku) 2,9 % Ryōji Samejima (Anshi) 0,8 % Ichirō Kojima (Kōfuku) 0,7 % | KDP +1, KPJ +1 Unabh. −1                                       |
| Chiba            | 3             | Jun’ichi Ishii (LDP) Toshirō Toyoda (LDP) Hiroyuki Nagahama (KDP)                                                           | Jun’ichi Ishii (LDP – Kōmeitō) 30,5 % Hiroyuki Nagahama (KDP – DVP, SDP) 28,9 % Toshirō Toyoda (LDP – Kōmeitō) 19,1 % Fumiko Asano (KPJ) 15,7 % Masayuki Hiratsuka (NKoku) 3,9 % Masanori Kadota (Anshi) 1,9 % |                                                                |
| Tokio            | 6 (+1)        | Tamayo Marukawa (LDP) Natsuo Yamaguchi (Kōmeitō) Yoshiko Kira (KPJ) Tarō Yamamoto (ReiShin/DVP-Fraktion) Keizō Takemi (LDP) | Tamayo Marukawa (LDP) 19,9 % Natsuo Yamaguchi (Kōmeitō) 14,2 % Yoshiko Kira (KPJ) 12,3 % Ayaka Shiomura (KDP) 12,0 % Shun Otokita (Ishin) 9,2 % Keizō Takemi (LDP) 9,1 % Issei Yamagishi (KDP) 8,6 % Yoshimasa Nohara (ReiShin) 3,7 % Motoko Mizuno (DVP) 3,2 % Masanobu Ōhashi (NKoku) 2,3 % Chinpei Nozue (Unabh.) 1,6 % Reiko Asakura (SDP) 1,5 % Hiroko Nanami (Kōfuku) 0,6 % Hitoshi Satō (Anshi) 0,5 % Masahiro Yokoyama (Anshi) 0,4 % Kōichi Mizoguchi (Olive) 0,3 % Kiyoshi Mori (Unabh.) 0,3 % Yasuhiro Sekiguchi (Unabh.) 0,2 % Teikichi Nishino (Unabh.) 0,2 % Kikuo Ōtsuka (Mutōha) 0,1 % | KDP +1, Ishin +1 ReiShin −1                                    |
| Kanagawa         | 4             | Dai Shimamura (LDP) Shigefumi Matsuzawa (Ishin) Sayaka Sasaki (Kōmeitō) Hiroe Makiyama (KDP)                                | Dai Shimamura (LDP) 25,2 % Hiroe Makiyama (KDP) 20,4 % Sayaka Sasaki (Kōmeitō – LDP) 16,9 % Shigefumi Matsuzawa (Ishin) 15,8 % Yuka Asaka (KPJ) 11,6 % Ryōsuke Nogi (DVP) 3,5 % Daisuke Hayashi (NKoku) 2,2 % Rinko Aihara (SDP) 1,7 % Masakatsu Morishita (Unabh.) 0,6 % Aiko Iki (Kōfuku) 0,6 % Tomoyuki Katō (Anshi) 0,6 % Taishi Enomoto (Olive) 0,5 % Mitsugi Shibuya (Unabh.) 0,3 % Takayuki Akutsu (Rōdō) 0,2 % |                                                                |
| Niigata          | 1 (−1)        | Ichirō Tsukada (LDP) Naoki Kazama (KDP)                                                                                     | Sakura Uchikoshi (Unabh. – KDP, DVP, KPJ, SDP) 50,5 % Ichirō Tsukada (LDP – Kōmeitō) 46,4 % Tadafumi Kojima (NKoku) 3,2 % | Unabh. (Opp.) +1 LDP −1, KDP −1                                |
| Toyama           | 1             | Shigeru Dōko (LDP) | Shigeru Dōko (LDP – Kōmeitō) 66,7 % Masaei Nishio (DVP – KDP, SDP) 33,3 % |                                                                |
| Ishikawa         | 1             | Shūji Yamada (LDP) | Shūji Yamada (LDP – Kōmeitō) 67,2 % Tōru Tanabe (DVP – KDP, SDP) 32,8 % |                                                                |
| Fukui            | 1             | Hirofumi Takinami (LDP) | Hirofumi Takinami (LDP – Kōmeitō) 66,1 % Kazuo Yamada (KPJ) 26,2 % Masami Shimatani (NKoku) 7,7 % |                                                                |
| Yamanashi        | 1             | Hiroshi Moriya (LDP) | Hiroshi Moriya (LDP – Kōmeitō) 53,0 % Tomoko Ichiki (Unabh. – KDP, DVP, KPJ) 43,2 % Keiji Ino (NKoku) 3,8 % |                                                                |
| Nagano           | 1 (−1)        | Hiromi Yoshida (LDP) Yūichirō Hata (DVP)                                                                                    | Yūichirō Hata (DVP – KDP, KPJ, SDP) 55,1 % Yutaka Komatsu (LDP – Kōmeitō) 39,5 % Takashi Furuya (NKoku) 3,3 % Yoshiaki Saitō (Rōdō) 2,1 % | LDP −1                                                         |
| Gifu             | 1             | Yasutada Ōno (LDP) | Yasutada Ōno (LDP – Kōmeitō) 56,4 % Shin’ichi Umemura (KDP – DVP) 36,1 % Masahiko Sakamoto (NKoku) 7,5 % |                                                                |
| Shizuoka         | 2             | Takao Makino (LDP) Kazuya Shinba (DVP)                                                                                      | Takao Makino (LDP – Kōmeitō) 38,5 % Kazuya Shinba (DVP) 29,4 % Iehiro Tokugawa (KDP) 19,9 % Chika Suzuki (KPJ) 9,0 % Kōichi Hatayama (NKoku) 3,2 % |                                                                |
| Aichi            | 4 (+1)        | Yasuyuki Sakai (LDP) Kōhei Ōtsuka (DVP) Michiyo Yakushiji (Mushozoku Club→LDP)                                              | Yasuyuki Sakai (LDP) 25,7 % Kōhei Ōtsuka (DVP) 17,7 % Maiko Tajima (KDP) 16,1 % Nobuo Yasue (Kōmeitō – LDP) 15,8 % Maki Misaki (Ishin) 9,4 % Hatsumi Suyama (KPJ) 7,6 % Yukari Suenaga (NKoku) 3,0 % Ryōhei Hirayama (SDP) 1,5 % Hitoshi Ishii (Unabh.) 1,1 % Hiroyuki Ushida (Anshi) 0,9 % Hitoshi Furukawa (Rōdō) 0,6 % Ben Hashimoto (Olive) 0,6 % | Kōmeitō +1, KDP +1 LDP −1                                      |
| Mie              | 1             | Yūmi Yoshikawa (LDP) | Yūmi Yoshikawa (LDP – Kōmeitō) 50,3 % Masahide Yoshino (Unabh. – KDP, DVP) 44,3 % Setsuyo Kadota (NKoku) 5,4 % |                                                                |
| Shiga            | 1             | Takeshi Ninoyu (LDP) | Yukiko Kada (Unabh. – KDP, DVP, KPJ, SDP) 49,4 % Takeshi Ninoyu (LDP – Kōmeitō) 47,0 % Osamu Hattori (NKoku) 3,6 % | Unabh. (Opp.) +1 LDP −1                                        |
| Kyōto            | 2             | Shōji Nishida (LDP) Akiko Kurabayashi (KPJ)                                                                                 | Shōji Nishida (LDP – Kōmeitō) 44,2 % Akiko Kuribayashi (KPJ) 25,8 % Hiroko Masuhara (KDP – DVP) 24,4 % Akihisa Yamada (NKoku) 3,9 % Takashi Mikami (Olive) 1,7 % |                                                                |
| Osaka            | 4             | Tōru Azuma (Ishin) Takuji Yanagimoto (LDP) Hisatake Sugi (Kōmeitō) Kōtarō Tatsumi (KPJ)                                     | Mizuho Umemura (Ishin) 20,9 % Tōru Azuma (Ishin) 18,9 % Hisatake Sugi (Kōmeitō) 16,9 % Fusae Ōta (LDP) 16,0 % Kōtarō Tatsumi (KPJ) 10,9 % Michiko Kameishi (KDP – SDP) 10,2 % Nishanta (DVP) 3,7 % Masanori Ozaki (NKoku) 1,2 % Takeshi Hamada (Anshi) 0,4 % Keigo Kazumori (Kōfuku) 0,3 % Mikiyo Adachi (Olive) 0,3 % Ichirō Sasaki (Rōdō) 0,2 % | Ishin +1 KPJ −1                                                |
| Hyōgo            | 3 (+1)        | vakant (zuletzt Yoshitada Kōnoike, LDP) Takayuki Shimizu (Ishin)                                                            | Takayuki Shimizu (Ishin) 26,1 % Mitsuo Takahashi (Kōmeitō – LDP) 22,9 % Hiroyuki Kada (LDP) 21,2 % Mari Yasuda (KDP – SDP) 19,8 % Mineo Kaneda (KPJ) 7,6 % Hiroyoshi Hara (NKoku) 2,5 % | Kōmeitō +1, LDP +1                                             |
| Nara             | 1             | Iwao Horii (LDP) | Iwao Horii (LDP – Kōmeitō) 55,3 % Kazumi Nishida (Unabh. – KDP, DVP, SDP) 40,2 % Takako Tanaka (Kōfuku) 4,5 % |                                                                |
| Wakayama         | 1             | Hiroshige Sekō (LDP) | Hiroshige Sekō (LDP – Kōmeitō) 73,8 % Mikio Fujii (Unabh. – KDP, DVP, SDP) 26,2 % |                                                                |
| Tottori- Shimane | 1 (−1 kombi.) | Tottori: Shōji Mataichi (LDP) Shimane: vakant (zuletzt Saburō Shimada, LDP)                                                 | Shōji Maitachi (LDP – Kōmeitō) 62,3 % Yoshiko Nakabayashi (Unabh. – KPJ) 31,7 % Nobuaki Kurose (NKoku) 6,0 % |                                                                |
| Okayama          | 1             | Masahiro Ishii (LDP) | Masahiro Ishii (LDP – Kōmeitō) 59,5 % Kensuke Harada (KDP – DVP, KPJ, SDP) 35,6 % Hiroyuki Ochi (NKoku) 4,8 % |                                                                |
| Hiroshima        | 2             | Kensei Mizote (LDP) Shinji Morimoto (DVP)                                                                                   | Shinji Morimoto (Unabh. – KDP, DVP, SDP) 32,3 % Anri Kawai (LDP – Kōmeitō) 29,0 % Kensei Mizote (LDP – Kōmeitō) 26,5 % Atsumi Takami (KPJ) 6,9 % Terumi Kayō (NKoku) 2,6 % Noritaka Tamada (Unabh.) 1,5 % Yasumasa Izumi (Rōdō) 1,2 % | DVP→Unabh. (Opp.)                                              |
| Yamaguchi        | 1             | Yoshimasa Hayashi (LDP) | Yoshimasa Hayashi (LDP – Kōmeitō) 70,0 % Kazuya Ōuchi (DVP – KDP, KPJ, SDP) 22,1 % Miwako Kawai (Kōfuku) 4,5 % Hideyuki Takemoto (Unabh.) 3,4 % |                                                                |
| Tokushima- Kōchi | 1 (−1 kombi.) | Tokushima: Tōru Miki (LDP) Kōchi: Kōjirō Takano (LDP)                                                                       | Kōjirō Takano (LDP – Kōmeitō) 50,3 % Kenji Matsumoto (Unabh. [←KPJ]) 40,0 % Shin’ichirō Ishikawa (NKoku) 6,7 % Hidekuni Nomura (Unabh.) 3,0 % | LDP −1                                                         |
| Kagawa           | 1             | Shingo Miyake (LDP) | Shingo Miyake (LDP – Kōmeitō) 54,0 % Miwako Oda (Unabh. – KDP, DVP, KPJ, SDP) 41,6 % Kuniaki Tanaka (NKoku) 4,4 % |                                                                |
| Ehime            | 1             | Takumi Ihara (LDP) | Takako Nagae (Unabh. [←ex-DPJ]) 56,0 % Rakusaburō (LDP – Kōmeitō) 41,5 % Kaoru Mukumoto (NKoku) 2,5 % | Unabh. (Opp.) +1 LDP −1                                        |
| Fukuoka          | 3 (+1)        | Masaji Matsuyama (LDP) Kuniyoshi Noda (KDP)                                                                                 | Masaji Matsuyama (LDP) 33,2 % Rokuta Shimono (Kōmeitō – LDP) 22,8 % Kuniyoshi Noda (KDP – SDP) 20,8 % Shōko Kawano (KPJ) 9,8 % Kumiko Haruta (DVP) 8,2 % Naohiro Kawaguchi (NKoku) 2,6 % Akiko Hondō (Anshi) 0,9 % Masatoshi Enatsu (Kōfuku) 0,9 % Shin’ichi Hamatake (Olive) 0,8 % | Kōmeitō +1                                                     |
| Saga             | 1             | Yūhei Yamashita (LDP) | Yūhei Yamashita (LDP – Kōmeitō) 61,6 % Tadashi Inuzuka (DVP – KDP, SDP) 38,4 % |                                                                |
| Nagasaki         | 1             | Yūichirō Koga (LDP) | Yūichirō Koga (LDP – Kōmeitō) 51,5 % Ayumi Shirakawa (DVP – KDP, SDP) 44,7 % Kōtarō Kamiya (NKoku) 3,8 % |                                                                |
| Kumamoto         | 1             | Seishi Baba (LDP) | Seishi Baba (LDP – Kōmeitō) 56,4 % Hiromi Abe (Unabh. – KPJ, SDP) 39,1 % Shin’ya Saishōji (NKoku) 4,5 % |                                                                |
| Ōita             | 1             | Yōsuke Isozaki (LDP) | Kiyoshi Adachi (Unabh. – KDP, DVP, SDP) 49,6 % Yōsuke Isozaki (LDP – Kōmeitō) 46,1 % Keiichirō Makihara (NKoku) 4,4 % | Unabh. (Opp.) +1 LDP −1                                        |
| Miyazaki         | 1             | Makoto Nagamine (LDP) | Makoto Nagamine (LDP – Kōmeitō) 64,4 % Yūzō Sonou (KDP – DVP, SDP) 29,5 % Ichirō Kōno (Kōfuku) 6,1 % |                                                                |
| Kagoshima        | 1             | Hidehisa Otsuji (LDP) | Hidehisa Otsuji (LDP – Kōmeitō) 47,4 % Chihiro Gōhara (Unabh. – DVP) 34,4 % Shūji Maeda (Unabh.) 18,2 % |                                                                |
| Okinawa          | 1             | Keiko Itokazu (Okinawa Shadaitō)                                                                                            | Tetsumi Takara (Unabh. – Bündnis All Okinawa) 53,6 % Shigenobu Asato (LDP – Kōmeitō, Ishin) 42,1 % Tomuteru Tamari (Unabh.) 2,2 % Hideo Isoyama (NKoku) 2,1 % | Unabh. (Opp.) +1 Shadaitō −1                                   |
| Verhältniswahl   | 50 (+2)       | LDP-Fraktion 19 Kōmeitō 7 DVP-Fraktion 5 KPJ 5 KDP-Fraktion ohne SDP 4 Ishin 4 SDP 1 Kibō 1 (vakant 2)                      | LDP 35,4 % → 19 Sitze: [33 Kandidaten, davon 2 im tokutei-waku gesetzt] Tōru Miki (gesetzt 1.) Yasushi Miura (gesetzt 2.) Yoshifumi Tsuge 600.189 Tarō Yamada 540.077 Masamune Wada 288.080 Masahisa Satō 237.432 Nobuaki Satō 232.548 Seiko Hashimoto 225.617 Toshio Yamada 217.619 Haruko Arimura 206.221 Shūji Miyamoto 202.122 Masahiro Ishida 189.893 Tsuneo Kitamura 178.210 Akiko Honda 159.596 Seiichi Etō 154.578 Takashi Hanyūda 152.807 Masao Miyazaki 137.502 Akiko Santō 133.645 Masaaki Akaike 131.727 Natsumi Higa 114.596 … Yoshio Kimura 92.419                                      | KDP +4, ReiShin +2, Ishin +1, NKoku +1 DVP −2, KPJ −1, Kibō −1 |
| Verhältniswahl   | 50 (+2)       | LDP-Fraktion 19 Kōmeitō 7 DVP-Fraktion 5 KPJ 5 KDP-Fraktion ohne SDP 4 Ishin 4 SDP 1 Kibō 1 (vakant 2)                      | KDP 15,8 % → 8 Sitze: [22 Kandidaten, 0 gesetzt] Makiko Kishi 157.848 Shun’ichi Mizuoka 148.309 Masahito Ozawa 144.751 Saori Yoshikawa 143.472 Takashi Moriya 104.339 Ryūhei Kawada 94.702 Taiga Ishikawa 73.799 Genki Sudō 73.787 Sayaka Ichii 50.415 … Yukihisa Fujita 28.919 | KDP +4, ReiShin +2, Ishin +1, NKoku +1 DVP −2, KPJ −1, Kibō −1 |
| Verhältniswahl   | 50 (+2)       | LDP-Fraktion 19 Kōmeitō 7 DVP-Fraktion 5 KPJ 5 KDP-Fraktion ohne SDP 4 Ishin 4 SDP 1 Kibō 1 (vakant 2)                      | Kōmeitō 13,1 % → 7 Sitze: [17 Kandidaten, 0 gesetzt] Kanae Yamamoto 594.288 Hiroshi Yamamoto 471.759 Kaneshige Wakamatsu 342.356 Yoshihiro Kawano 328.659 Hideki Niizuma 281.832 Daisaku Hiraki 183.869 Hiroaki Shiota 15.178 Jirō Takahashi 7.577 | KDP +4, ReiShin +2, Ishin +1, NKoku +1 DVP −2, KPJ −1, Kibō −1 |
| Verhältniswahl   | 50 (+2)       | LDP-Fraktion 19 Kōmeitō 7 DVP-Fraktion 5 KPJ 5 KDP-Fraktion ohne SDP 4 Ishin 4 SDP 1 Kibō 1 (vakant 2)                      | Ishin 9,8 % → 5 Sitze: [14 Kandidaten, 0 gesetzt] Muneo Suzuki 220.742 Kunihiko Muroi 87.188 Satoshi Umemura 58.269 Takumi Shibata 53.938 Hirofumi Yanagase 53.086 Takeshi Fujimaki 51.619 Kazuyuki Yamaguchi 42.231 | KDP +4, ReiShin +2, Ishin +1, NKoku +1 DVP −2, KPJ −1, Kibō −1 |
| Verhältniswahl   | 50 (+2)       | LDP-Fraktion 19 Kōmeitō 7 DVP-Fraktion 5 KPJ 5 KDP-Fraktion ohne SDP 4 Ishin 4 SDP 1 Kibō 1 (vakant 2)                      | KPJ 9,0 % → 4 Sitze: [26 Kandidaten, 0 gesetzt] Akira Koike 158.621 Yoshiki Yamashita 48.932 Satoshi Inoue 42.982 Tomoko Kami 34.696 Sōhei Nihi 33.360 | KDP +4, ReiShin +2, Ishin +1, NKoku +1 DVP −2, KPJ −1, Kibō −1 |
| Verhältniswahl   | 50 (+2)       | LDP-Fraktion 19 Kōmeitō 7 DVP-Fraktion 5 KPJ 5 KDP-Fraktion ohne SDP 4 Ishin 4 SDP 1 Kibō 1 (vakant 2)                      | DVP 7,0 % → 3 Sitze: [14 Kandidaten, 0 gesetzt] Mami Tamura 260.324 Tetsuji Isozaki 258.507 Yoshifumi Hamano 256.928 Toshio Ishigami 192.586 … Kusuo Ōshima 87.740 | KDP +4, ReiShin +2, Ishin +1, NKoku +1 DVP −2, KPJ −1, Kibō −1 |
| Verhältniswahl   | 50 (+2)       | LDP-Fraktion 19 Kōmeitō 7 DVP-Fraktion 5 KPJ 5 KDP-Fraktion ohne SDP 4 Ishin 4 SDP 1 Kibō 1 (vakant 2)                      | ReiShin 4,6 % → 2 Sitze: [9 Kandidaten, 2 gesetzt] Yasuhiko Funago (gesetzt 1.) Eiko Kimura (gesetzt 2.) Tarō Yamamoto 991.756 | KDP +4, ReiShin +2, Ishin +1, NKoku +1 DVP −2, KPJ −1, Kibō −1 |
| Verhältniswahl   | 50 (+2)       | LDP-Fraktion 19 Kōmeitō 7 DVP-Fraktion 5 KPJ 5 KDP-Fraktion ohne SDP 4 Ishin 4 SDP 1 Kibō 1 (vakant 2)                      | SDP 2,1 % → 1 Sitz: [4 Kandidaten, 0 gesetzt] Tadatomo Yoshida 149.287 Mio Nakamura 98.681 | KDP +4, ReiShin +2, Ishin +1, NKoku +1 DVP −2, KPJ −1, Kibō −1 |
| Verhältniswahl   | 50 (+2)       | LDP-Fraktion 19 Kōmeitō 7 DVP-Fraktion 5 KPJ 5 KDP-Fraktion ohne SDP 4 Ishin 4 SDP 1 Kibō 1 (vakant 2)                      | NKoku 2,0 % → 1 Sitz: [4 Kandidaten, 0 gesetzt] Takashi Tachibana 130.233 Satoshi Hamada 9.308 | KDP +4, ReiShin +2, Ishin +1, NKoku +1 DVP −2, KPJ −1, Kibō −1 |
| Verhältniswahl   | 50 (+2)       | LDP-Fraktion 19 Kōmeitō 7 DVP-Fraktion 5 KPJ 5 KDP-Fraktion ohne SDP 4 Ishin 4 SDP 1 Kibō 1 (vakant 2)                      | Anshi 0,5 % → 0 Sitze: 1 Kandidat (0) Kōfuku 0,4 % → 0 Sitze: 3 Kandidaten (0) Olive 0,3 % → 0 Sitze: 4 Kandidaten (0) Rōdō 0,2 % → 0 Sitze: 4 Kandidaten (1) | KDP +4, ReiShin +2, Ishin +1, NKoku +1 DVP −2, KPJ −1, Kibō −1 |

### Nicht mehr zur Wahl stehende Abgeordnete
- LDP:
  - Chūichi Date (Hokkaidō)
  - Hiromi Yoshida (Nagano)
  - Takuji Yanagimoto (Osaka)
  - Takumi Ihara (Ehime)
  - Midori Ishii (Vw.)
  - Masashi Nakano (Vw.)
  - Michiyo Yakushiji (Aichi)
  - Miki Watanabe (Vw.)

- Kōmeitō:
  - Yūichirō Uozumi (Vw.)

- KDP:
  - Naoki Kazama (Niigata)
  - Kumiko Aihara (Vw.)
  - Mieko Kamimoto (Vw.)

- Ishin:
  - Mitsuo Gima (Vw.)

- SDP:
  - Seiji Mataichi (Vw.)

- Kibō:
  - Kyōko Nakayama (Vw.)

- Shadai:
  - Keiko Itokazu (Okinawa)

- Parteilose:
  - Katsuya Ogawa (Hokkaidō)
  - Kōda Kuniko (Saitama)
  - Antonio Inoki (Vw.)

## Auswirkungen
Die Mitte-rechts-Regierungskoalition von Premierminister Shinzō Abe behauptete unter leichten Verlusten ihre Mehrheit und erzielte damit den sechsten Sieg in Folge bei nationalen Wahlen unter seiner Führung. Nach drei Jahren, in denen seine Partei alleine Mehrheiten in beiden Parlamentskammern kontrollierte, ist die Koalition nun wieder rein numerisch für die sichere Gesetzgebungsmehrheit der Regierung nötig. Die für eine Änderung der pazifistischen Nachkriegsverfassung nötige Zweidrittelmehrheit von Abgeordneten, die bisher zu der von Abe angestrebten Verfassungsänderung grundsätzlich bereit waren, ging knapp verloren.
Aufgrund der Wahl der schwerbehinderten Reiwa-Shinsengumi-Abgeordneten Yasuhiko Funago (Amyotrophe Lateralsklerose) und Eiko Kimura (Infantile Zerebralparese) wurde die Barrierefreiheit des Parlamentsgebäudes erweitert. In Iwate gewann außerdem der querschnittsgelähmte Takanori Yokosawa einen Sitz.
Der seit 1. Mai 2019 amtierende Kaiser Naruhito eröffnete am 1. August die 199. Nationalversammlung. Akiko Santō (LDP, Vw.) wurde zur Präsidentin und Toshio Ogawa (KDP, Tokio) zum Vizepräsidenten des Sangiin gewählt.